# Sophie Schütt
Pour les articles homonymes, voir Schutt.
Sophie Schütt est une actrice allemande  née le 9 mars 1974 à Hambourg. 

## Filmographie

### Télévision
Téléfilm
- 1998 : Une vie à réinventer : Sandra Hausmann
- 2000 : Ne me parlez plus d'amour ! : Liza
- 2000 : Le temps de vérité : Kathlin Grey
- 2000 : Un rêve de cendrillon (Wie angelt man sich seinen Chef ?) de Ute Wieland : Anna Siebert
- 2001 : Romance au fil de l'eau : Stella
- 2002 : L'île des amours : Stefanie
- 2002 : Deadline : Claudia Rettner
- 2003 : Romance Criminelle : Caroline
- 2003 : Le prince de mes rêves : Clara Arnold
- 2003 : Solstice d'hiver : Carrie Marchmont
- 2004 : Un amour invisible : Anna
- 2004 : Arnaqueuses et Milliardaires : Moni
- 2005 : Un amour invisible : Anna
- 2006 : Terres d'Afrique : Antonia Vogt
- 2006 : Au fond de l'océan (Himmel über Australien, téléfilm dramatique en deux parties) de Thorsten Schmidt : Elena
- 2006 : Victimes du destin (Wiedersehen am Fluss, téléfilm) de Stefan Bartmann : Jane Wilson
- 2007 : Péché de gourmandise (Wie angelt man sich seine Chefin) (téléfilm) de Sophie Allet-Coche : Katharina Kessler
- 2008 : L’Amour taille XXL (Gefühlte XXS - Vollschlank & frisch verliebt, téléfilm) de Thomas Nennstiel : Dette Sander
- 2009 : La caissière et la popstar (téléfilm allemand ) - Claudia
- 2010 : Lily Schönauer , wo die liebe hinfällt : Valérie
- 2010 : Un mal pour un bien : Marion Mikalke
- 2010 : Destins croisés (Wohin du auch gehst) (téléfilm) de Hans-Jürgen Tögel : Lisa Moore
- 2010 : L'Amour à l'épreuve (Emilie Richards - Fûr immer Neuseeland) (téléfilm) de Michael Keusch : Tina Fielding
- 2011 : Fréquence Love (téléfilm) de Josh Broecker : Jule Meybar
- 2014 : Le rêve de mes 16 ans (16 über Nacht !) de Sven Bohse - Claire

Série télévisée
- 2000 : Alerte Cobra (Alarm für Cobra 11 - Die Autobahnpolizei, série télévisée) : Maria dans l’épisode 7.02 Le Point de non-retour (Blinde Liebe) de Hermann Joha

- 2004-2006 : Les Bonheurs de Sophie (Typisch Sophie, série télévisée) de Carsten Meyer-Grohbrügge et Brigitte Müller : Sophie Andersen (18 épisodes)